# Guanchen

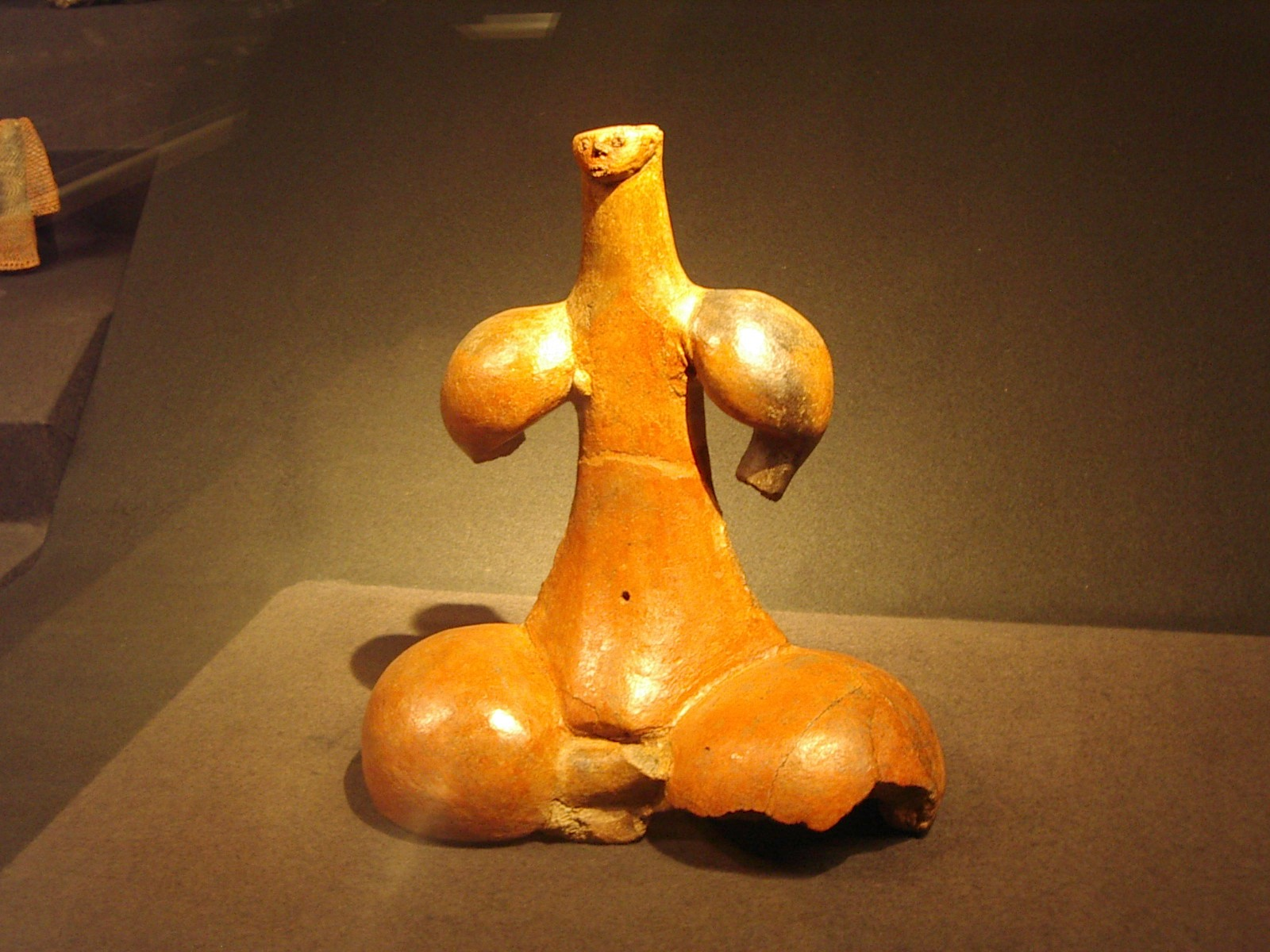
Guanchesculptuur in Las Palmas (terracotta)

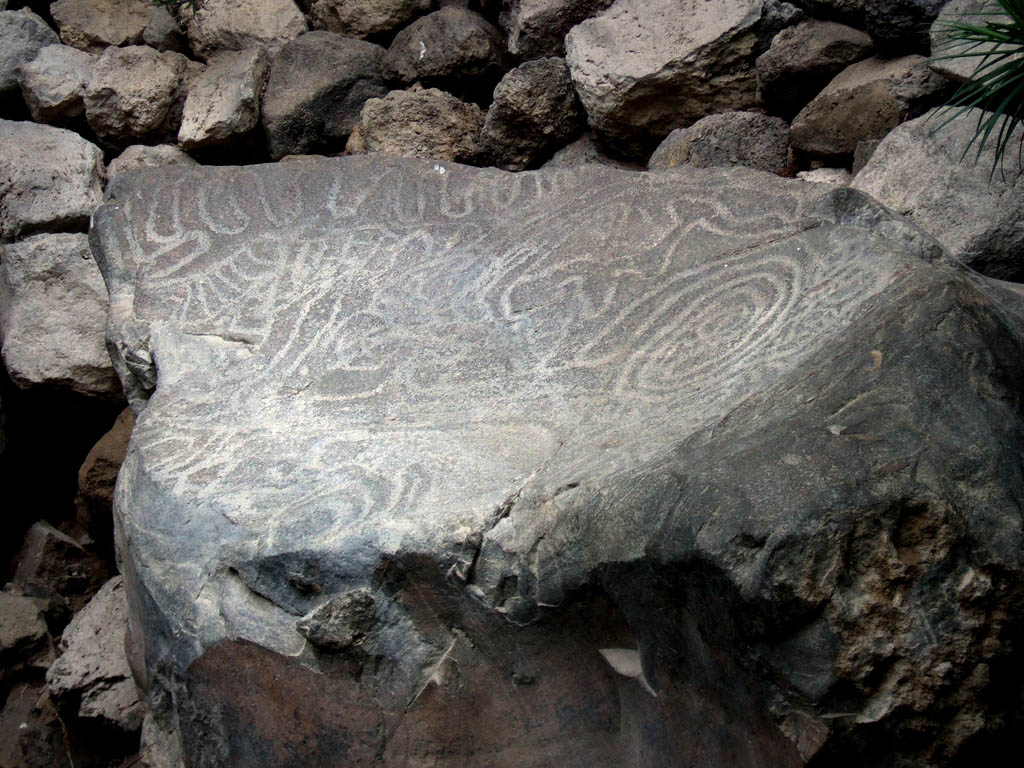
Rotstekeningen in Cueva de Belmaco

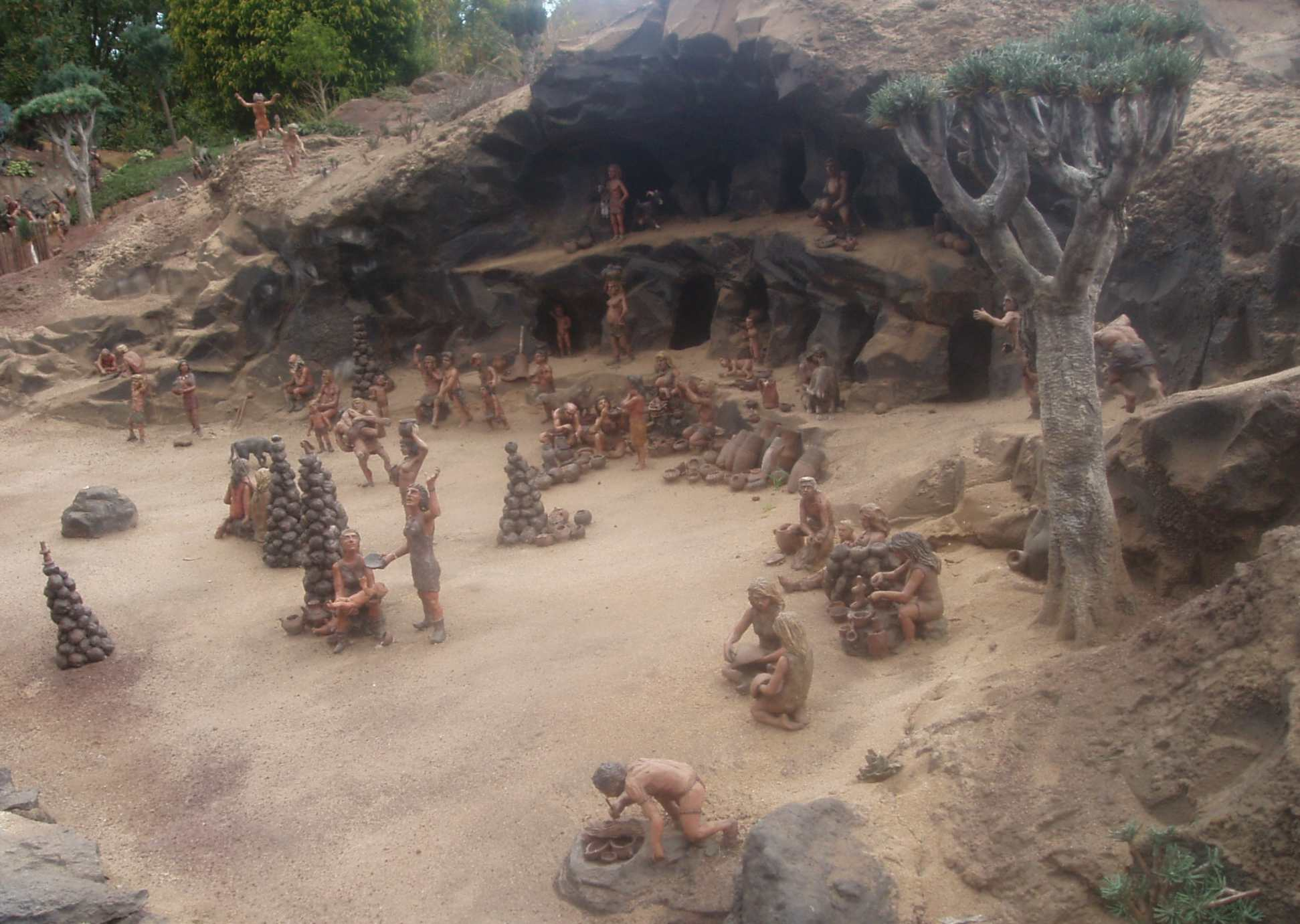
Miniatuurvoorstelling in Pueblo Chico in La Orotava, Tenerife. Deze is in 2015 gesloten.

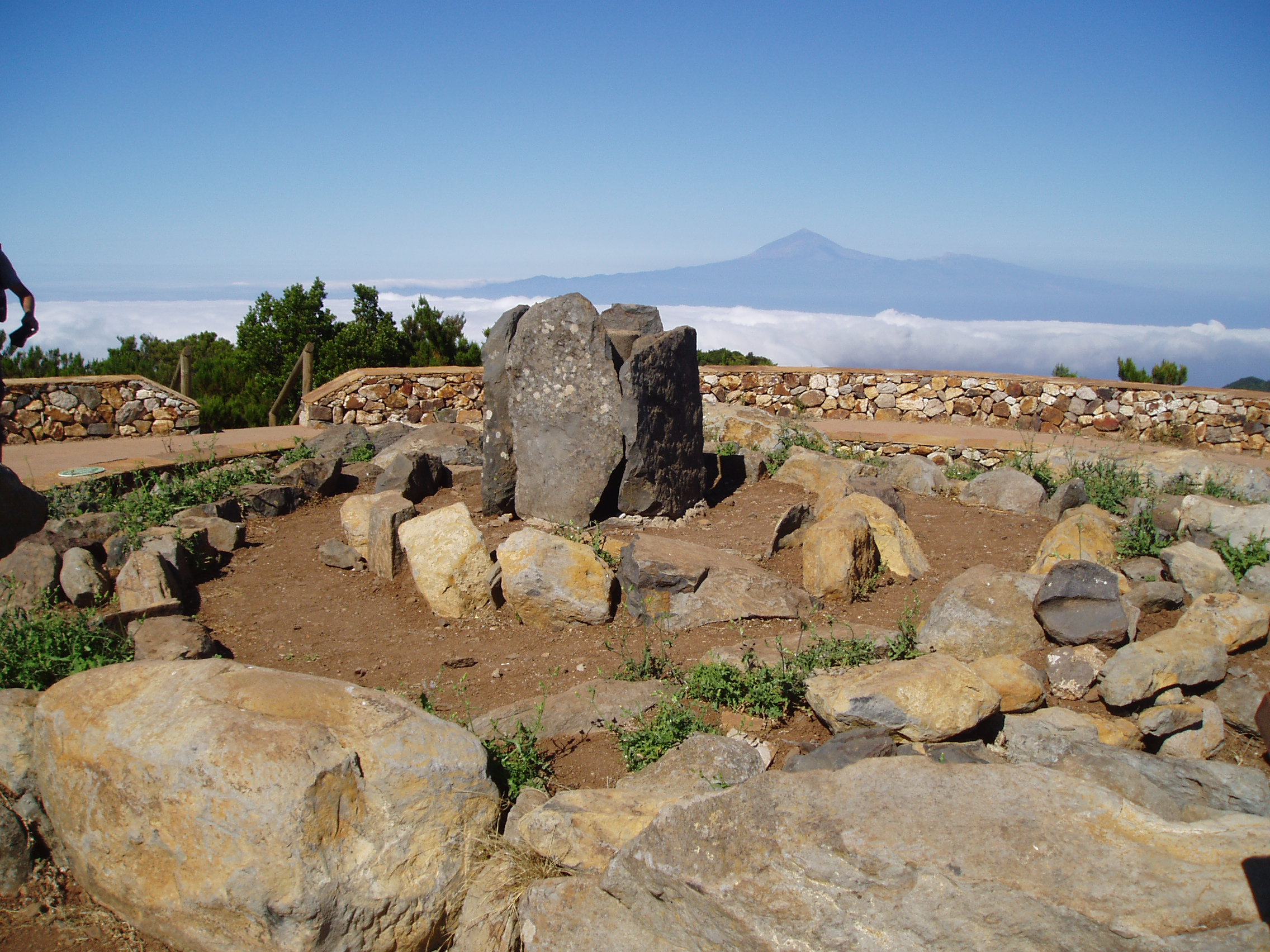
Reconstructie van een Guancheheiligdom op La Gomera

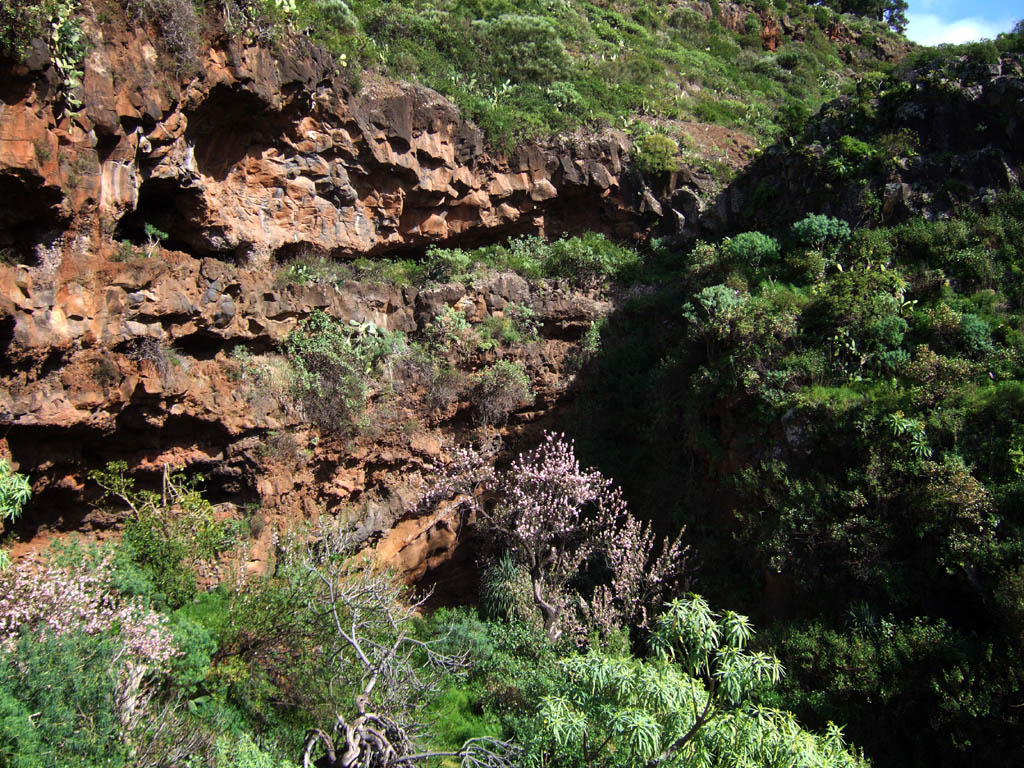
Cueva de Buracas, La Palma

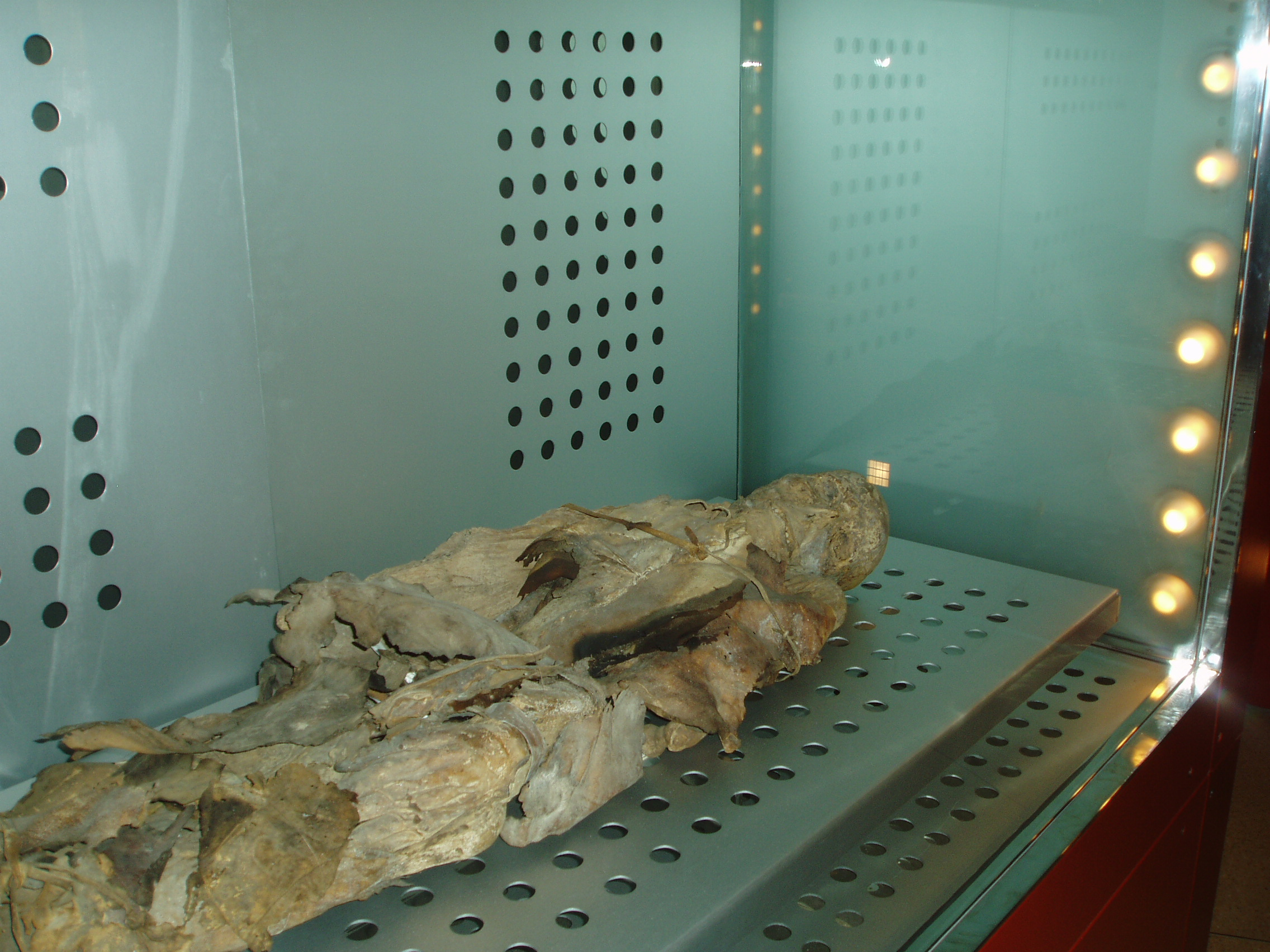
Mummie van een Guanche (Archeologisch Museum Santa Cruz de Tenerife)

Guanchen (ook: Guanchis of Guanchos of Igwanciyen in het Berbers) zijn de oorspronkelijke Berberse bewoners van de Canarische Eilanden, in het bijzonder van Tenerife. De benaming komt van Guanchinet, wat een samentrekking is van twee woorden uit de taal van de oorspronkelijke inwoners: Guan (mens) en Chinet (Tenerife) en betekent dus mens van Tenerife. Volgens Núñez de la Peña hebben de Spanjaarden dit verbasterd tot Guancho.
In strikte zin waren de Guanchen alleen de oorspronkelijke bewoners van Tenerife, maar in de loop van de tijd werd deze naam als pars pro toto gebruikt voor de oorspronkelijke bewoners van alle zeven eilanden.
Voor de oorspronkelijke bewoners van de andere Canarische Eilanden worden tegenwoordig in Spanje de volgende benamingen toegepast:
- El Hierro: Bimbaches
- La Palma: Benahoarieten (Spaans: Benahoares) of Auarieten
- La Gomera: Gomerieten of Gomeros
- Gran Canaria: Canarios
- Fuerteventura en Lanzarote: Majos

De Spanjaarden beschreven hen als lange mensen (rond 1,80 meter lang), met enigszins dikke lippen, blond haar en blauwe ogen. Ook leefden de Guanchen volgens de oudste beschrijvingen nog in het stenen tijdperk, met een neolithische cultuur met weinig ontwikkelde landbouw en met slechts een eenvoudig pictoraal schrift. De taal die gesproken werd staat nu bekend als Guanche. Als overblijfselen van de Guanchecultuur zijn onder meer bewaard gebleven: grotten, aardewerk, petrogliefen en de gefloten taal Silbo.

## Herkomst
Vanwege hun afwijkende fysiologie en uiterlijk ten opzichte van de mensen uit Spanje of Noord-Afrika was de oorsprong van de Guanchen lange tijd onderwerp van speculatie en discussie.

### Vikingen
Een vroegere theorie was dat het hier afstammelingen betrof van verdwaalde Vikingen, die hetzelfde haar, dezelfde ogen en lange bouw hadden. Uit archeologische opgravingen bleek echter dat er al Guancho-koningen waren in de achtste eeuw, ver voor de periode van de Vikingentochten.

### Vroege moderne mens
Een andere theorie is dat de Guanchen afstamden van vroege moderne mensen uit Noord-Afrika, die daar mogelijk al tijdens het Ibéromaurusien aangekomen zouden zijn. Plinius de Oudere stelde echter, op grond van het relaas van Juba II, koning van Mauretanië, dat de archipel onbewoond was toen de Carthagers er onder bevel van Hanno (de Zeevaarder) voet aan wal zetten. Wel zouden ze de ruïnes van grote gebouwen hebben gezien. Dit suggereert dat de Guanchen niet de eerste bewoners zouden zijn geweest. Uit het ontbreken van ieder spoor van de islam onder de volkeren die de Spanjaarden in de archipel aantroffen, zou de conclusie kunnen worden getrokken dat de migratie van deze mensen naar het uiterste westen heeft plaatsgevonden tussen de tijd waarover Plinius schreef en de verovering van noordelijk Afrika door de Arabieren.

### Imazighen
Omdat de Guanchen een soort verre variant van het Berbers spraken, rees het vermoeden dat zij een zijtak vormden van de Berbers die vanaf de vroegste geschiedenis geheel Noord-Afrika bewoonden van Egypte tot de Atlantische Oceaan. Wellicht waren deze Berbers vroeger blond. Nu zijn zij, na de Arabische kolonisatieperiode door de vermenging met Arabieren en andere volkeren, eerder donker van huid en hebben zij donkere haren.
Hoewel de Guanchen dus mogelijk afstammen van Berbers, maar hun nazaten (zie DNA-vergelijking) in het algemeen geen Berbers meer spreken, zijn er toch mensen die voor de Berberse identiteit opkomen, in samenwerking met Berberse activisten in Noord-Afrika.
Tegenwoordig wordt door de meerderheid van de wetenschappers de theorie, dat de oorspronkelijke bewoners van de Canarische Eilanden in meerdere immigratiegolven tussen 500 v.Chr. en het begin van de jaartelling uit  Noord-Afrika zijn geïmmigreerd, voor het meest aanvaardbaar gehouden. Voor de Guanches van Tenerife acht men dat zelfs vrijwel zeker. DNA-onderzoek heeft een sterke genetische verwantschap aangetoond met Berbers uit Marokko, Libië en Algerije. Overigens is de theorie, volgens welke de eerste bewoners de eilanden koloniseerden in de tijd, dat de Sahara tot een woestijn opdroogde, dus wellicht al in het 4e of 3e millennium voor onze jaartelling, ook nog niet geheel verworpen.

## Voor de Spaanse verovering

### Leefwijze, economie,milieu-effect
De eerste Guanchen verzamelden eetbare gewassen en vingen vis. In de loop der tijd begonnen deze mensen hun gedragspatroon te veranderen: zij begonnen omstreeks het begin van onze jaartelling vanuit hun vaderland ingevoerde erwten, tarwe en gerst te verbouwen en gingen in groepen wonen. In de jaren die volgden ontwikkelden zij allerlei technieken zoals het cultiveren van gewassen (bonen, erwten, gerst en tarwe), het houden van vee (geiten, schapen en varkens), landirrigatie en pottenbakken. Waarschijnlijk hadden ze deze dieren, evenals de hond, bij hun immigratie meegenomen. De komst van deze dieren had met zekerheid invloed op de ecologie van de eilanden. Aangenomen wordt, dat de komst van deze mensen heeft geleid tot het uitsterven van verscheidene inheemse diersoorten. Daaronder zijn de reuzenratten Canariomys bravoi (Tenerife) en Canariomys tamarani (Gran Canaria) en de soms meer dan een meter grote hagedis Gallotia goliath. De veeteelt, vooral van geiten en van een speciaal wolloos vleesschapenras, was vermoedelijk de belangrijkste agrarisch-economische activiteit. Alleen op Gran Canaria overwoog vermoedelijk de akkerbouw. Van de dieren werd ook (geiten-)wol, de huiden en de botten gebruikt voor allerlei doelen. Daarnaast vond het verzamelen van wilde kruiden plaats, en de jacht op hagedissen en vogels. De visserij beperkte zich tot kustvisserij en het verzamelen van eetbare schelpdieren.
De menselijke activiteit, zoals gebruik van brandhout, heeft geleid tot het uitsterven van verscheidene inheemse boomsoorten, waaronder op Gran Canaria een dennen- en een cedersoort en op Tenerife een eiken- en een haagbeukensoort. Ook veel inheemse vogelsoorten stierven waarschijnlijk al voor de komst der Spanjaarden in de 15e eeuw uit.

### Technisch niveau
Het gebruik van het wiel, ook als pottenbakkersschijf, was hen onbekend en dus werd al het aardewerk met de hand gevormd; bovendien kenden zij geen metaal en textiel. Daarmee was hun cultuur op technisch gebied neolithisch, zij leefden in de Jonge Steentijd. Zij hulden zich in geitenvellen. Al hun gebruiksvoorwerpen werden gemaakt van aardewerk, steen en hout. Incidenteel werd het aardewerk met eenvoudige hulpmiddelen versierd. De inheemse Canarianen van alle eilanden beschikten over voldoende astronomische kennis om een eenvoudige kalender te kunnen toepassen teneinde de juiste tijdstippen in het jaar voor zaaien, oogsten e.d., maar ook voor godsdienstige rituelen, te kunnen bepalen en plannen. Er waren op alle eilanden plekken, waar regelmatig observaties van zon, maan en sterren plaatsvonden. Niet uitgesloten is, dat deze mensen voor hun immigratie naar de eilanden al door cultureel contact met dragers van geavanceerdere culturen over deze astronomische kennis beschikten.
Op de wanden van een aantal grotten op Gran Canaria hebben de Guanchen decoraties aangebracht in de vorm van eenvoudige schilderingen. De Guanchen waren hun kennis omtrent zeevaart kwijtgeraakt en dus was er weinig contact tussen de groepen Guanchen op de verschillende eilanden; iedere groep ontwikkelde zich op zijn eigen wijze. Men vermoedt dat de Berbers uit Noord-Afrika in rieten boten naar de eilanden zijn gevaren. Toen deze boten rot werden kon men niet meer naar het Afrikaanse continent terugvaren; op de Canarische Eilanden groeit namelijk geen riet. Bovendien wist men niet dat men van hout schepen kon bouwen.
Toen de eerste Spanjaarden op de eilandengroep verschenen woonden de meeste eilandbewoners in grotten; slechts enkele families op Gran Canaria woonden in hutten.

### Maatschappijstructuur
De maatschappij van de inheemse Canarianen was patriarchaal en matrilineair. Er waren rangen en standen, bepaald door met name bezit van vee. Er was een elite van een beperkt aantal families, waaruit leiders voortkwamen met een status, die te vergelijken is met die van een koning. Deze leiders worden in de vakliteratuur dan ook met die titel aangeduid.
Het meest bekend is de situatie kort voor en kort na de komst van de eerste Spanjaarden op Tenerife en Gran Canaria.
Op Tenerife droegen de koningen, die wellicht de grootste kuddes van hun rijk bezaten, de titel mencey. Mogelijk is Tenerife naar één zo'n menzey, Tinerfe, genoemd. Tenerife was verdeeld in 9 koninkrijkjes. Op Gran Canaria droegen dezen de titel guanarteme. Gran Canaria kende 10 guanartematos. Fuenteventura was in twee door een muur van elkaar gescheiden rijkjes verdeeld. La Palma was verdeeld in 12 gebiedjes van familiehoofden, zonder sterke hiërarchie.
De eerste Spaanse bezoekers van de eilanden in de 15e eeuw maakten gewag van openbare pleinen voor rechtspraak, die op Tenerife tagoror en op Gran Canaria sabor heetten. Deze rechtspraak zou extreem streng geweest zijn, met zware straffen. Het, met name in tijden van voedselschaarste, doden van baby-meisjes door de eigen moeder alsmede polyandrie waren er vermoedelijk geen onbekende maatschappelijke praktijken.

### Religie
De inheemse Canarianen vereerden verscheidene goden; op ieder eiland had zich een andere godsdienst ontwikkeld. Toch vertonen de diverse culten gemeenschappelijke trekken.
Op La Palma, El Hierro en La Gomera was er sprake van een dualisme: een belangrijke goedaardige (resp. Abora (een zonnegod), Eraorahan en Orahan) en een belangrijke kwaadaardige (op La Palma de hond-god Iruene, op La Gomera Hirguan geheten) godheid.
Op Tenerife was er de goedaardige oppergod Achamán (de Hemelse) en de kwaadaardige Guayota, wonend in de hel, Echeide, diep in de vulkaan Teide. Er werd een aparte zonnegod, Magec, vereerd. Boeren richtten bezweringen tot hem om goede oogsten te verkrijgen. De cultus van een hemelgodin, Chaxiraxi, Zij die de hemel draagt, ging na de kerstening van de Guanchen over op  de Maagd Maria. Op Tenerife werd ook voorouderverering beoefend. Vermoedelijk werden op Tenerife, maar incidenteel ook op Gran Canaria en El Hierro, om deze reden sommige doden gemummificeerd. De Jucancha was een kwaadaardige hond-god of -geest. Guañajé was een speciale beschermgod van de geitenkuddes.
Op Gran Canaria was Acoran de opper-, tevens zonnegod. Er werden veel natuurgeesten aangehangen, onder meer in de Tibicenas, ook weer kwaadaardige hond-geesten.
Op Fuentaventura was sprake van een cultus ter verering van een zonne- of berggod, wiens naam niet is overgeleverd. De oorspronkelijke religie van de inwoners van Lanzarote is nagenoeg onbekend.
Op alle eilanden was Beñesmen of Beñesmer het voornaamste feest. Dit vond plaats rond midzomer, het solstitium van de zomer. Het was ook een oogstfeest. Vaak werden dan dieren (uit het vee) op brandstapels verbrand als offer aan de hemel- of zonnegod. Op Tenerife werden vermoedelijk bij deze gelegenheid ook mensenoffers gebracht.
Ook als de koning was gestorven werden wel mensenoffers gebracht. De geofferden stortten zich van een rots af in zee. Ook degenen, die een overleden koning hadden gemummificeerd, moesten één jaar later op deze wijze sterven. Op Gran Canaria kwamen kinderoffers voor.

### Talen
Bijzonder is, dat een aantal inheems Canarische volkeren een schrift kenden dat overeenkomst vertoonde met het Berberse alfabet van Noord-Afrika. Op grond van de gevonden inscripties, waarvan sommige van boven naar onder en andere van links naar rechts gelezen moeten worden, heeft men twee taalgroepen gedefinieerd. Een van de taalgroepen wordt beschouwd als van origine Libisch-Berbers, de andere als van oorsprong neo-Punisch ( dus met het Carthaags verwant).

## Integratie met de Spaanse overheersers
Veel Guanchen sneuvelden in het verzet tegen de Spanjaarden. Anderen werden gevangengenomen en verkocht als slaven. Velen bekeerden zich tot de rooms-katholieke kerk en mengden zich door huwelijk met de Spaanse overheersers. Tegenwoordig zijn er echter nog steeds inwoners van de Canarische Eilanden die met trots vermelden dat zij nakomelingen zijn van de Guanchen. Uit genetisch onderzoek uit de periode 2003-2008 blijkt, dat meer van de huidige inwoners van de archipel inheems DNA van vrouwelijke dan van mannelijke herkomst bezitten. Na de Spaanse verovering waren er bijna geen inheemse mannen meer in leven, maar nog wel vrij veel inheemse vrouwen, die door huwelijks of andersoortig seksueel contact met Europeanen kinderen hadden gekregen.

## Musea en archeologische vindplaatsen
Op verschillende plaatsen kan men de overblijfselen van de cultuur van de Guanchen bestuderen:
- In Las Palmas de Gran Canaria is een museum gewijd aan deze oerinwoners: El Museo Canario.
- In de barranco van Fataga op Gran Canaria bevindt zich een openluchtmuseum met dit thema.
- In Santa María de Guía de Gran Canaria kan men historische grotten bekijken die dienden als voedselkamers.
- In het Nationaal park Garajonay op La Gomera is een reconstructie te bezichtigen van een cultusplaats van de Guanchen.
- Museo de la Naturaleza y el Hombre in Santa Cruz de Tenerife bezit onder meer een collectie met vele belangwekkende artefacten.
- Museo Arqueológico del Puerto de la Cruz in Puerto de la Cruz (Tenerife) bezit een enorme collectie aardewerk.
- In Fasnia op Tenerife zijn vele grotwoningen te vinden.
- Op La Palma bezichtigen geïnteresseerde wandelaars bijvoorbeeld de grotten in het Parque Arqueológico Belmaco en het Parque Cultural La Zarza, of de Roque Idafe, een rotspiek van religieus belang.

## Afbeeldingen

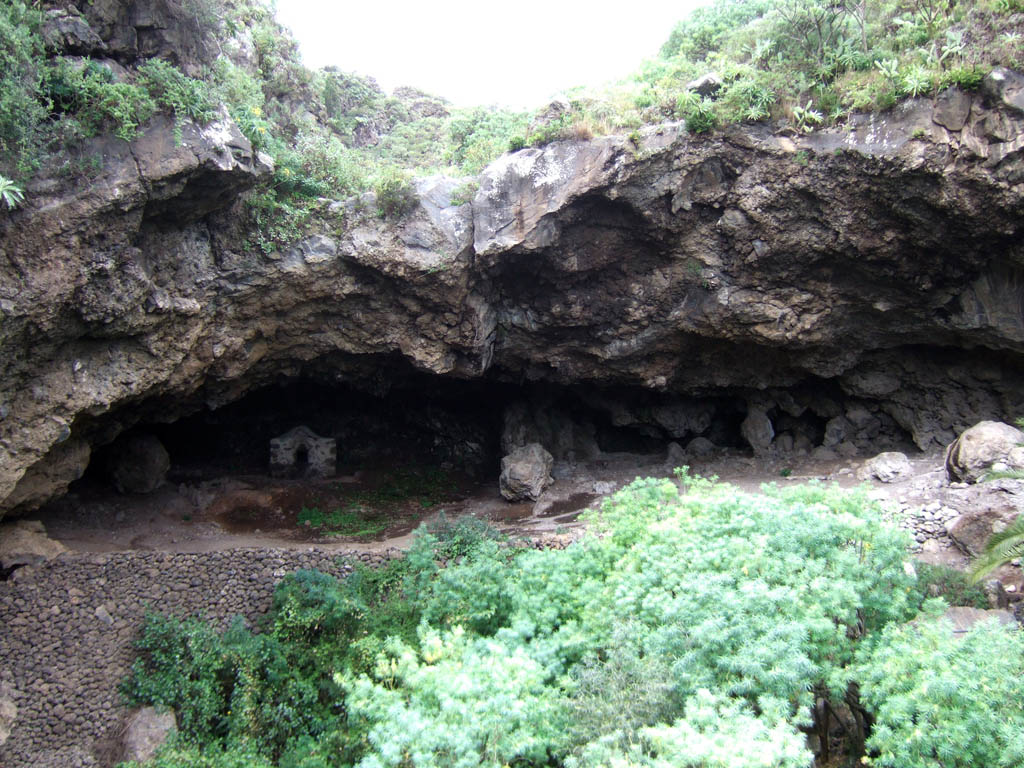
Cueva de Belmaco, La Palma
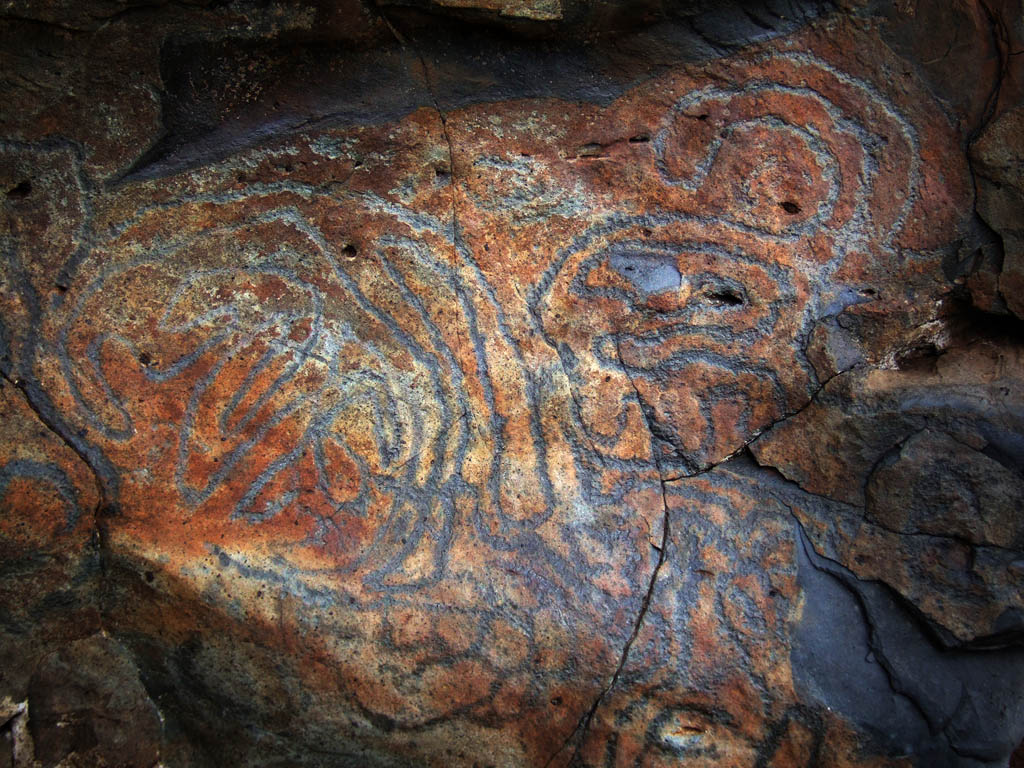
Petrogliefen: Cueva de Belmaco
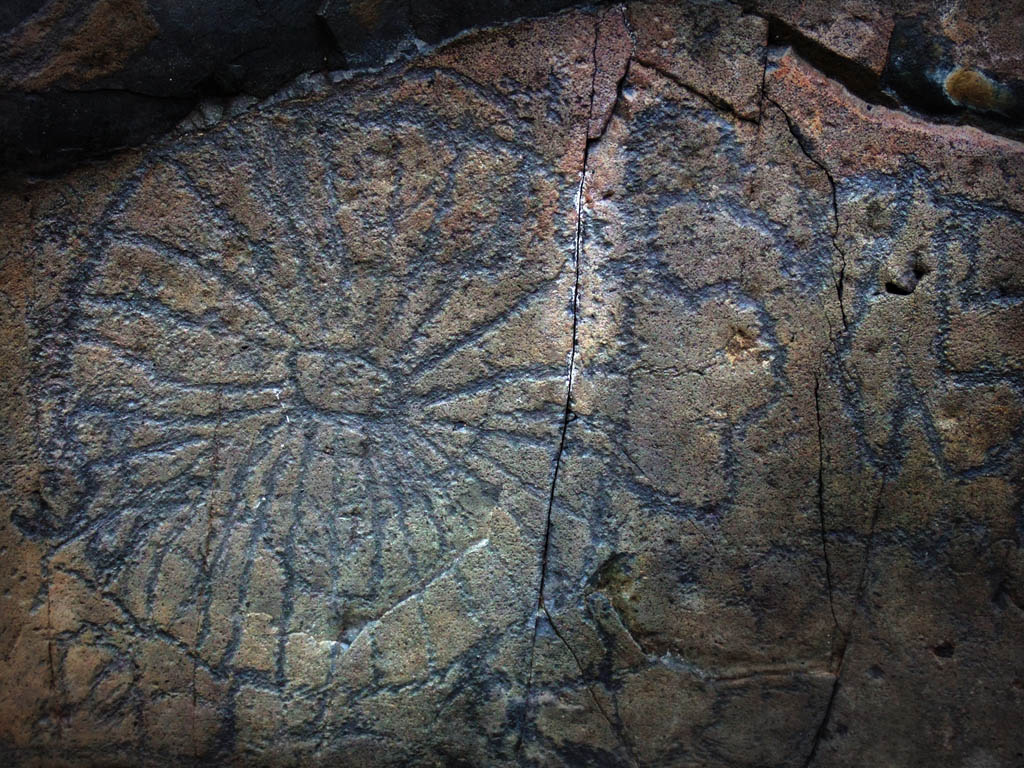
Petrogliefen: Cueva de Belmaco
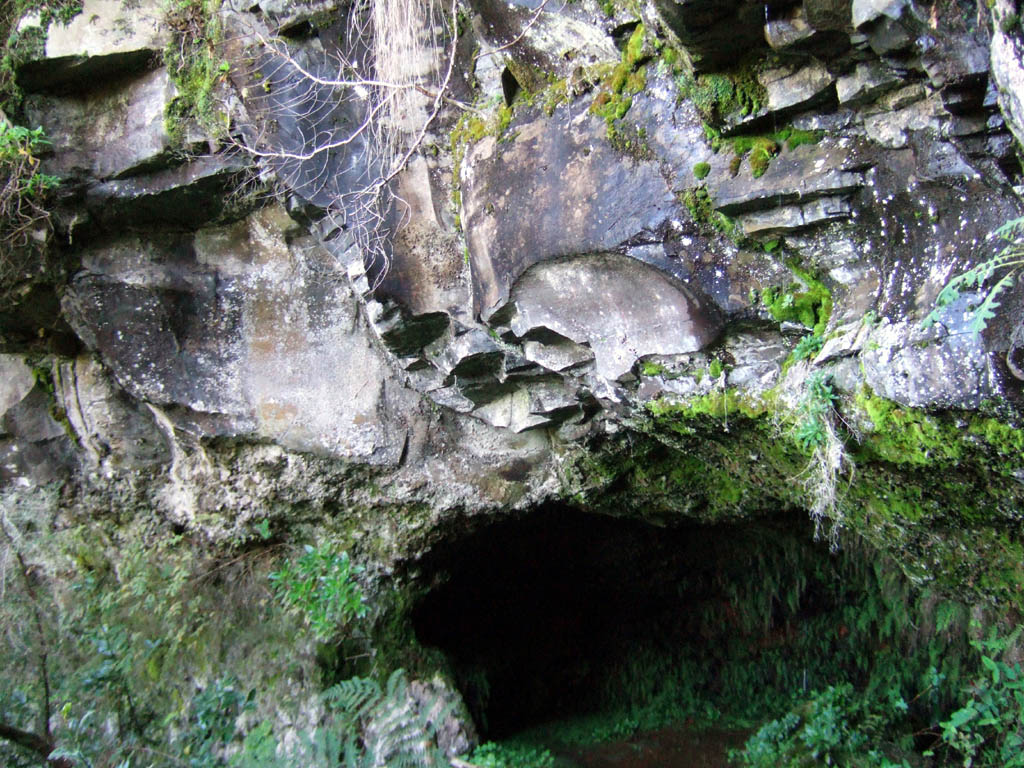
Cueva de Buracas, La Palma
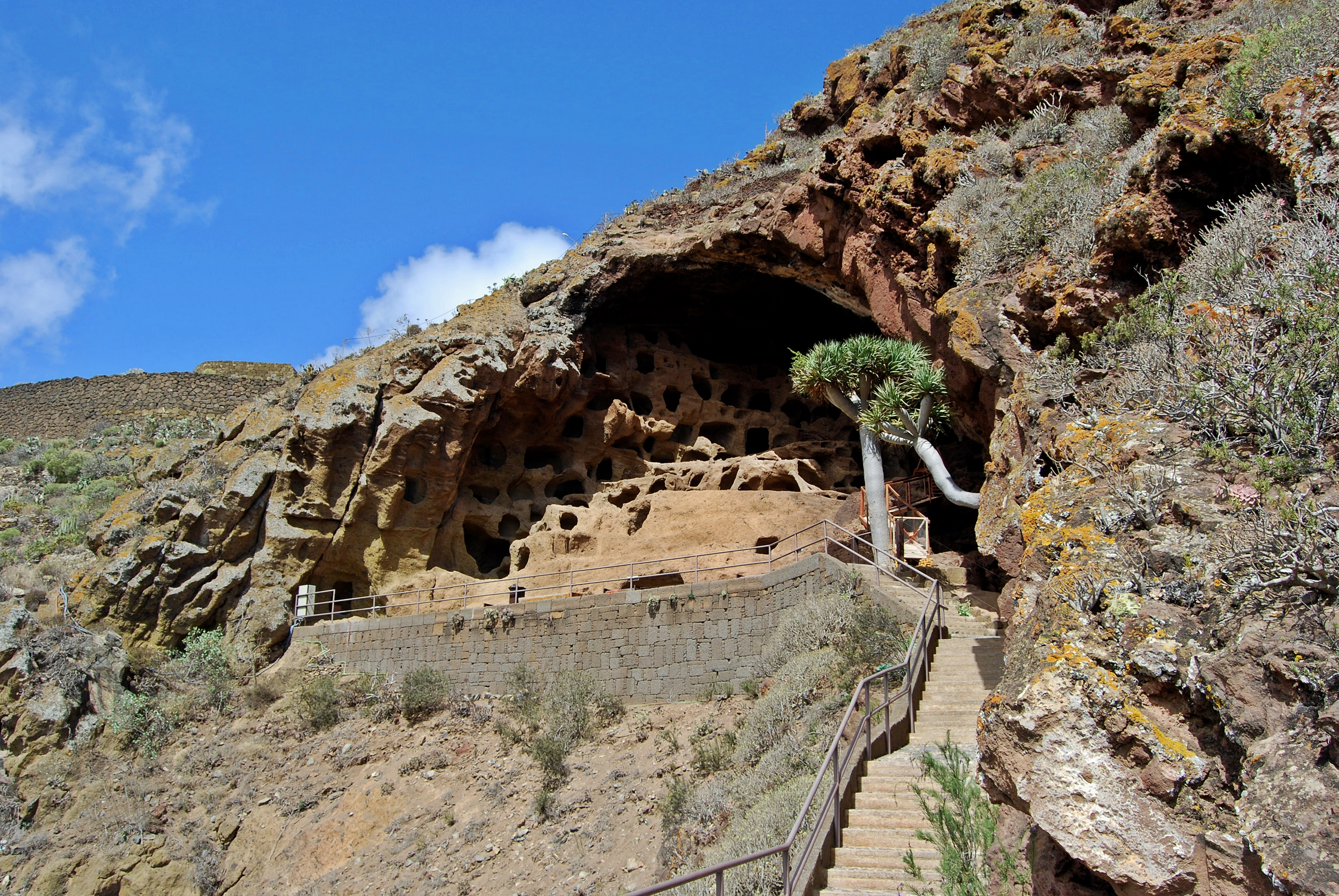
Cenobio de Valerón, Gran Canaria
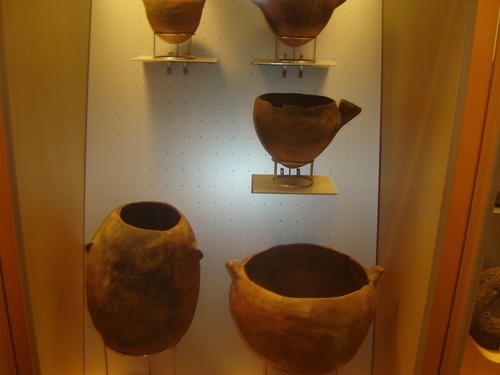
Aardewerk